# Bajawa
Bajawa – miasto na wyspie Flores w Indonezji, stolica kabupatenu Ngada położonego w prowincji Małe Wyspy Sundajskie Wschodnie. W Bajawie znajdują się gorące źródła, które są używane do kąpieli. Niedaleko od miasta znajduje się wulkan Inierie. Społeczność miasta jest w większości wyznania rzymskokatolickiego. W mieście znajdują się dwa lotniska.